# てり
てり（本名：若生 育功（わこう やすのり）、1967年3月8日 - ）は、日本のライトノベル作家。ペンネームの由来は、テリヤキに似ていると言われたことから。東京都杉並区阿佐ヶ谷在住。

## 略歴
東京都杉並区西荻窪生まれ。所沢市立上新井小学校、川越市立城南中学校、立教高等学校（現・立教新座高等学校）、立教大学法学部法学科卒業。サッカー専門新聞エル・ゴラッソ創刊当初（2004年後半）は、清水エスパルス初代担当記者として、若生 泰典（わこう やすのり）名義でライター活動を行っていた。ライトノベル作家としては、45歳という遅咲きのデビューであり、講談社BOX最年長新人である（2013年1月現在）。

## 受賞歴
- 講談社 第11回 BOX-AiR新人賞（2012年3月） - 「おかまのサリー」（電子雑誌 BOX-AiR 掲載時に「サリー＆マグナム OF THE GENUS ASPHALT」に改題）
- クリエイティブメディア出版 第1回 えほん・児童書コンテスト えほん部門 最優秀部門賞（2014年8月） - 「しゃっくりくん」 - 絵：ヤマシタ　カリン
- クリエイティブメディア出版 第3回 えほん・児童書コンテスト 児童書部門 最優秀部門賞（2016年10月） - 「恐怖のイクラ星人」（鉄腕フロン名義）
- クリエイティブメディア出版 第3回 えほん・児童書コンテスト えほん部門 特別賞（2016年10月） - 「こらいおんのゆうごはん」 - 絵：ものあみん

## 作品リスト

### 単行本（及び評価）
- 「サリー＆マグナム OF THE GENUS ASPHALT」（講談社BOX、2013年1月、ISBN 978-4-06-283827-6）[3] - イラスト：De
  - アニマ・ソラリス - 著者インタビュー
  - 積ん読パラダイス - 書評
  - いつも月夜に本と酒 - 書評
  - 好きなら、言っちゃえ!! 告白しちゃえ!! - 書評
  - 京都大学SF・幻想文学研究会ブログ - 書評
  - この世の全てはこともなし - 書評
  - 十七段雑記 - 書評
  - 読書メーター - 感想

### 雑誌掲載
- 「サリー＆マグナム OF THE GENUS ASPHALT」（講談社「BOX-AiR」 14号（2012年5月）から19号（2012年10月）まで連載） - イラスト：De
- 「新緑のファンタジー　～新緑的半裸爺～」（講談社「BOX-AiR」 24号（2013年3月）） - イラスト：希

### ネット公開
- 「セントポールの勇者たち」（ウェブ・マガジン「アニマ・ソラリス」第143号（2012年4月））
- 「ドア」 - ウェイバックマシン（2016年3月4日アーカイブ分）（本人のブログ（2012年9月））
- 「海とお金」 - ウェイバックマシン（2016年3月5日アーカイブ分）（本人のブログ（2012年9月））
- 「梨沙ちゃんと桃奈ちゃんとパパの不思議な冒険」（pixiv（2012年11月））
- 「代打、ゴリアテ」（ウェブ・マガジン「アニマ・ソラリス」第151号（2013年4月））
- 「損得勘定」 - ウェイバックマシン（本人のブログ（2015年10月））
- 「ライチ！ サンキューベリーめっちゃ！」（NOVEL DAYS（2018年9月））

### 作詞
- 「涙の阿佐ヶ谷」（2014年9月） - 動画：原